# 1995 w filmie
Wydarzenia filmowe w 1995 roku.

## Wydarzenia
- 22 marca – W Paryżu został oficjalnie ogłoszony manifest Dogma 95 przez duńskich reżyserów Larsa von Triera oraz Thomasa Vinterberga
- listopad – po 6 latach przerwy pojawia się następny film z Jamesem Bondem
- 21 listopada – pojawił się pierwszy film fabularny w pełni zrealizowany przy użyciu komputerów: Toy Story

## Box Office
Źródło
| Pozycja | Tytuł                              | Wpływy        |
| ------- | ---------------------------------- | ------------- |
| 1.      | Toy Story                          | 191 796 233 $ |
| 2.      | Batman Forever                     | 184 031 112 $ |
| 3.      | Apollo 13                          | 172 071 312 $ |
| 4.      | Pocahontas                         | 141 579 773 $ |
| 5.      | Ace Ventura: Zew natury            | 108 385 533 $ |
| 6.      | GoldenEye                          | 106 429 941 $ |
| 7.      | Jumanji                            | 100 475 249 $ |
| 8.      | Kacper                             | 100 328 194 $ |
| 9.      | Siedem                             | 100 125 643 $ |
| 10.     | Szklana pułapka 3                  | 100 012 499 $ |
| 11.     | Karmazynowy przypływ               | 91 387 195 $  |
| 12.     | Wodny świat                        | 88 246 220 $  |
| 13.     | Młodzi gniewni                     | 84 919 401 $  |
| 14.     | Symfonia życia                     | 82 569 971 $  |
| 15.     | Ja cię kocham, a ty śpisz          | 81 057 016 $  |
| 16.     | Kongo                              | 81 022 101 $  |
| 17.     | Ojciec panny młodej II             | 76 594 107 $  |
| 18.     | Braveheart. Waleczne serce         | 75 609 945 $  |
| 19.     | Dorwać małego                      | 72 101 622 $  |
| 20.     | Jeszcze bardziej zgryźliwi tetrycy | 71 518 503 $  |

## Premiery

### Filmy polskie
| Data       | Tytuł filmu | Kraj   | Reżyseria       | Obsada                                                                               |
| ---------- | ----------- | ------ | --------------- | ------------------------------------------------------------------------------------ |
| 14 grudnia | Tato        | Polska | Maciej Ślesicki | Bogusław Linda, Dorota Segda, Aleksandra Maliszewska, Teresa Lipowska, Cezary Pazura |

### Filmy zagraniczne

#### Styczeń
| Premiera    | Premiera | Tytuł filmu                         | Kraj              | Reżyseria   | Obsada                                                                   |
| Światowa    | W Polsce | Tytuł filmu                         | Kraj              | Reżyseria   | Obsada                                                                   |
| ----------- | -------- | ----------------------------------- | ----------------- | ----------- | ------------------------------------------------------------------------ |
| 22 stycznia | ----     | Rodzinny dylemat (A Family Divided) | Stany Zjednoczone | Donald Wrye | Faye Dunaway, Suleka Mathew, Andy Skelly, Diane D’Aquila, Michael Shanks |

#### Luty
| Premiera  | Premiera    | Tytuł filmu                              | Kraj              | Reżyseria         | Obsada                                                                               |
| Światowa  | W Polsce    | Tytuł filmu                              | Kraj              | Reżyseria         | Obsada                                                                               |
| --------- | ----------- | ---------------------------------------- | ----------------- | ----------------- | ------------------------------------------------------------------------------------ |
| luty      | ----        | Superpies (Top Dog)                      | Stany Zjednoczone | Aaron Norris      | Chuck Norris, Michele Lamar Richards, Erik von Detten, Carmine Caridi, Clyde Kusatsu |
| 3 lutego  | ----        | Figlarze (The Jerky Boys)                | Stany Zjednoczone | James Melkonian   | John G. Brennan, Kamal Ahmed, Alan Arkin, William Hickey, Alan North                 |
| 10 lutego | ----        | Billy Madison                            | Stany Zjednoczone | Tamra Davis       | Adam Sandler, Darren McGavin, Bridgette Wilson, Bradley Whitford, Josh Mostel        |
| 10 lutego | 11 sierpnia | Szybcy i martwi (The Quick and the Dead) | /                 | Sam Raimi         | Sharon Stone, Gene Hackman, Russell Crowe, Leonardo DiCaprio, Tobin Bell             |
| 23 lutego | ----        | Napoleon                                 | /                 | Mario Andreacchio | Dubbing: Jamie Croft, Philip Quast, Susan Lyons, Coralie Sawade, Brenton Whittle     |

#### Marzec
| Premiera | Premiera | Tytuł filmu                 | Kraj              | Reżyseria          | Obsada                                                                                 |
| Światowa | W Polsce | Tytuł filmu                 | Kraj              | Reżyseria          | Obsada                                                                                 |
| -------- | -------- | --------------------------- | ----------------- | ------------------ | -------------------------------------------------------------------------------------- |
| 17 marca | ----     | Dwie matki (Losing Isaiah)  | Stany Zjednoczone | Stephen Gyllenhaal | Jessica Lange, Halle Berry, David Strathairn, Cuba Gooding Jr., Daisy Eagan            |
| 24 marca | (1996)   | Dolores (Dolores Claiborne) | Stany Zjednoczone | Taylor Hackford    | Kathy Bates, Jennifer Jason Leigh, Judy Parfitt, Christopher Plummer, David Strathairn |
| 31 marca | ----     | Tomcio Grubasek (Tommy Boy) | Stany Zjednoczone | Peter Segal        | Chris Farley, David Spade, Rob Lowe, Bo Derek, Brian Dennehy                           |

#### Kwiecień
| Premiera    | Premiera     | Tytuł filmu                                           | Kraj              | Reżyseria        | Obsada                                                                        |
| Światowa    | W Polsce     | Tytuł filmu                                           | Kraj              | Reżyseria        | Obsada                                                                        |
| ----------- | ------------ | ----------------------------------------------------- | ----------------- | ---------------- | ----------------------------------------------------------------------------- |
| 7 kwietnia  | ----         | Bad Boys                                              | Stany Zjednoczone | Michael Bay      | Will Smith, Martin Lawrence, Mike Kirton, Frank John Hughes, Vic Manni        |
| 7 kwietnia  | (1996)       | Goofy na wakacjach (A Goofy Movie)                    | Stany Zjednoczone | Kevin Lima       | Dubbing: Jason Marsden, Bill Farmer, Jim Cummings, Kellie Martin, Rob Paulsen |
| 15 kwietnia | 17 listopada | Johnny Mnemonic                                       | /                 | Robert Longo     | Keanu Reeves, Dina Meyer, Ice-T, Takeshi Kitano, Denis Akiyama                |
| 21 kwietnia | 14 lipca     | Ja cię kocham, a ty śpisz (While You Were Sleeping)   | Stany Zjednoczone | Jon Turteltaub   | Sandra Bullock, Bill Pullman, Peter Gallagher, Peter Boyle, Jack Warden       |
| 21 kwietnia | ----         | Pocałunek śmierci (Kiss of Death)                     | Stany Zjednoczone | Barbet Schroeder | David Caruso, Samuel L. Jackson, Nicolas Cage, Helen Hunt, Kathryn Erbe       |
| 26 kwietnia | ----         | Piątek (Friday)                                       | Stany Zjednoczone | F. Gary Gray     | Ice Cube, Chris Tucker, Nia Long, Tommy Lister Jr., John Witherspoon          |
| 29 kwietnia | ----         | Ucieczka na Górę Czarownic (Escape to Witch Mountain) | Stany Zjednoczone | Peter Rader      | Robert Vaughn, Elisabeth Moss, Erik von Detten, Lynne Moody, Perrey Reeves    |

#### Maj
| Premiera | Premiera   | Tytuł filmu                                    | Kraj              | Reżyseria        | Obsada                                                                          |
| Światowa | W Polsce   | Tytuł filmu                                    | Kraj              | Reżyseria        | Obsada                                                                          |
| -------- | ---------- | ---------------------------------------------- | ----------------- | ---------------- | ------------------------------------------------------------------------------- |
| maj      | (1996)     | Desperado                                      | Stany Zjednoczone | Robert Rodriguez | Antonio Banderas, Salma Hayek, Joaquim de Almeida, Cheech Marin, Steve Buscemi  |
| maj      | (1996)     | Dzieciaki (Kids)                               | Stany Zjednoczone | Larry Clark      | Leo Fitzpatrick, Chloë Sevigny, Justin Pierce, Rosario Dawson, Michele Lockwood |
| 10 maja  | ----       | Mała księżniczka (A Little Princess)           | Stany Zjednoczone | Alfonso Cuarón   | Liesel Matthews, Liam Cunningham, Eleanor Bron, Rusty Schwimmer, Arthur Malet   |
| 15 maja  | 28 lipca   | Szklana pułapka 3 (Die Hard: With a Vengeance) | Stany Zjednoczone | John McTiernan   | Bruce Willis, Jeremy Irons, Samuel L. Jackson, Graham Greene, Colleen Camp      |
| 18 maja  | 8 września | Braveheart. Waleczne serce (Braveheart)        | Stany Zjednoczone | Mel Gibson       | Mel Gibson, Sophie Marceau, Patrick McGoohan, Catherine McCormack, Ian Bannen   |

#### Czerwiec
| Premiera   | Premiera    | Tytuł filmu                                             | Kraj              | Reżyseria       | Obsada                                                                                   |
| Światowa   | W Polsce    | Tytuł filmu                                             | Kraj              | Reżyseria       | Obsada                                                                                   |
| ---------- | ----------- | ------------------------------------------------------- | ----------------- | --------------- | ---------------------------------------------------------------------------------------- |
| 2 czerwca  | ----        | Psim tropem do domu (Fluke)                             | Stany Zjednoczone | Carlo Carlei    | Samuel L. Jackson (głos), Matthew Modine (głos), Nancy Travis, Eric Stoltz, Max Pomeranc |
| 9 czerwca  | 22 września | Batman Forever                                          | /                 | Joel Schumacher | Val Kilmer, Tommy Lee Jones, Jim Carrey, Nicole Kidman, Chris O’Donnell                  |
| 9 czerwca  | 18 sierpnia | Kongo (Congo)                                           | Stany Zjednoczone | Frank Marshall  | Laura Linney, Dylan Walsh, Ernie Hudson, Tim Curry, Grant Heslov                         |
| 30 czerwca | (1996)      | Power Rangers (Mighty Morphin Power Rangers: The Movie) | /                 | Bryan Spicer    | Jason David Frank, Johnny Young Bosch, Karan Ashley, Amy Jo Johnson, David Yost          |

#### Lipiec
| Premiera | Premiera  | Tytuł filmu                     | Kraj              | Reżyseria       | Obsada                                                             |
| Światowa | W Polsce  | Tytuł filmu                     | Kraj              | Reżyseria       | Obsada                                                             |
| -------- | --------- | ------------------------------- | ----------------- | --------------- | ------------------------------------------------------------------ |
| 12 lipca | 1 grudnia | Dziewięć miesięcy (Nine Months) | Stany Zjednoczone | Chris Columbus  | Hugh Grant, Julianne Moore, Tom Arnold, Joan Cusack, Jeff Goldblum |
| 15 lipca | ---       | Szept serca                     | Japonia           | Yoshifumi Kondō |                                                                    |

#### Sierpień
| Premiera    | Premiera | Tytuł filmu                      | Kraj              | Reżyseria     | Obsada |
| Światowa    | W Polsce | Tytuł filmu                      | Kraj              | Reżyseria     | Obsada |
| ----------- | -------- | -------------------------------- | ----------------- | ------------- | --- |
| 4 sierpnia  | (1996)   | Babe – świnka z klasą (Babe)     | /                 | Chris Noonan  | Christine Cavanaugh (głos), Miriam Margolyes (głos), Danny Mann (głos), Hugo Weaving (głos), Miriam Flynn (głos) |
| 11 sierpnia | (1996)   | Młodzi gniewni (Dangerous Minds) | Stany Zjednoczone | John N. Smith | Michelle Pfeiffer, George Dzundza, Robin Bartlett, Asia Minor, Wade Dominguez                                    |

#### Wrzesień
| Premiera    | Premiera | Tytuł filmu    | Kraj              | Reżyseria            | Obsada                                                                           |
| Światowa    | W Polsce | Tytuł filmu    | Kraj              | Reżyseria            | Obsada                                                                           |
| ----------- | -------- | -------------- | ----------------- | -------------------- | -------------------------------------------------------------------------------- |
| 15 września | (1996)   | Angus          | /                 | Patrick Read Johnson | Perry Anzilotti, Kathy Bates, Robert Curtis Brown, Kevin Connolly, Tony Denman   |
| 22 września | ----     | Empire Records | Stany Zjednoczone | Allan Moyle          | Anthony LaPaglia, Maxwell Caulfield, Debi Mazar, Rory Cochrane, Johnny Whitworth |

#### Październik
| Premiera        | Premiera | Tytuł filmu                             | Kraj              | Reżyseria        | Obsada                                                                                        |
| Światowa        | W Polsce | Tytuł filmu                             | Kraj              | Reżyseria        | Obsada                                                                                        |
| --------------- | -------- | --------------------------------------- | ----------------- | ---------------- | --------------------------------------------------------------------------------------------- |
| 13 października | (1996)   | Szkarłatna litera (The Scarlett Letter) | Stany Zjednoczone | Roland Joffé     | Demi Moore, Gary Oldman, Robert Duvall, Lisa Joliffe-Andoh, Edward Hardwicke                  |
| 20 października | (1996)   | Dorwać małego (Get Shorty)              | Stany Zjednoczone | Barry Sonnenfeld | John Travolta, Rene Russo, Gene Hackman, Danny DeVito, Harvey Keitel                          |
| 20 października | ----     | Szczury z supermarketu (Mallrats)       | Stany Zjednoczone | Kevin Smith      | Shannen Doherty, Jeremy London, Jason Lee, Claire Forlani, Ben Affleck                        |
| 27 października | ----     | Trzy życzenia (Three Wishes)            | Stany Zjednoczone | Martha Coolidge  | Patrick Swayze, Mary Elizabeth Mastrantonio, Joseph Mazzello, Seth Mumy, David Marshall Grant |

#### Listopad
| Premiera     | Premiera   | Tytuł filmu                          | Kraj              | Reżyseria         | Obsada                                                                                         |
| Światowa     | W Polsce   | Tytuł filmu                          | Kraj              | Reżyseria         | Obsada                                                                                         |
| ------------ | ---------- | ------------------------------------ | ----------------- | ----------------- | ---------------------------------------------------------------------------------------------- |
| listopad     | (1996)     | Kasyno (Casyno)                      | /                 | Martin Scorsese   | Robert De Niro, Sharon Stone, Joe Pesci, James Woods, Frank Vincent                            |
| 3 listopada  | (1996)     | Całkowite zaćmienie (Total Eclipse)  | /                 | Agnieszka Holland | Leonardo DiCaprio, David Thewlis, Romane Bohringer, Dominique Blanc, Felicie Pasotti Cabarbaye |
| 3 listopada  | (1996)     | Czysta gra (Fair Game)               | Stany Zjednoczone | Andrew Sipes      | William Baldwin, Cindy Crawford, Steven Berkoff, Christopher McDonald, Miguel Sandoval         |
| 13 listopada | 26 grudnia | GoldenEye                            | /                 | Martin Campbell   | Pierce Brosnan, Sean Bean, Izabella Scorupco, Famke Janssen, Joe Don Baker                     |
| 17 listopada | (1996)     | Czy to ty, czy to ja? (It Takes Two) | Stany Zjednoczone | Andy Tennant      | Mary-Kate Olsen, Ashley Olsen, Steve Guttenberg, Kirstie Alley, Philip Bosco                   |

#### Grudzień
| Premiera   | Premiera | Tytuł filmu              | Kraj              | Reżyseria     | Obsada                                                                     |
| Światowa   | W Polsce | Tytuł filmu              | Kraj              | Reżyseria     | Obsada                                                                     |
| ---------- | -------- | ------------------------ | ----------------- | ------------- | -------------------------------------------------------------------------- |
| 15 grudnia | (1996)   | Gorączka (Heat)          | Stany Zjednoczone | Michael Mann  | Al Pacino, Robert De Niro, Val Kilmer, Jon Voight, Tom Sizemore            |
| 20 grudnia | ----     | Mojżesz (Moses)          | /                 | Roger Young   | Ben Kingsley, David Suchet, Sonia Braga, Christopher Lee, Geraldine McEwan |
| 27 grudnia | (1996)   | 12 małp (Twelve Monkeys) | Stany Zjednoczone | Terry Gilliam | Bruce Willis, Madeleine Stowe, Brad Pitt, Christopher Plummer, David Morse |

## Nagrody filmowe

### BAFTA
48. ceremonia wręczenia nagród Brytyjskiej Akademii Sztuk Filmowych i Telewizyjnych odbyła się w 1995 roku.
- Pełna lista nagrodzonych

| Najlepszy filmCztery wesela i pogrzeb (Four Weddings and a Funeral) Najlepszy reżyserMike Newell za film Cztery wesela i pogrzeb (Four Weddings and a Funeral) | Najlepsza aktorkaSusan Sarandon za rolę w filmie Klient (The Client) Najlepszy aktorHugh Grant za rolę w filmie Cztery wesela i pogrzeb (Four Weddings and a Funeral) |

### Goya
9. ceremonia wręczenia Hiszpańskich Nagród Filmowych odbyła się 21 stycznia 1995 roku.
- Pełna lista nagrodzonych

| Najlepszy filmPoliczone dni (Días contados) Najlepszy reżyserImanol Uribe za film Policzone dni (Días contados) | Najlepsza aktorkaCristina Marcos za rolę w filmie Wszyscy mężczyźni są tacy sami (Todos los hombres sois iguales) Najlepszy aktorCarmelo Gómez za rolę w filmie Policzone dni (Días contados) |

### Złote Globy
52. ceremonia wręczenia Złotych Globów odbyła się 21 stycznia 1995 roku.
- Pełna lista nagrodzonych

| Najlepszy film dramatycznyForrest Gump Najlepszy reżyserRobert Zemeckis za film Forrest Gump | Najlepsza aktorka w filmie dramatycznymJessica Lange za rolę w filmie Błękit nieba (Blue Sky) Najlepszy aktor w filmie dramatycznymTom Hanks za rolę w filmie Forrest Gump |

### Złoty Niedźwiedź
45. Międzynarodowy Festiwal Filmowy w Berlinie odbył się w dniach 9–20 lutego 1995 roku.
- Pełna lista nagrodzonych

| Złoty NiedźwiedźBertrand Tavernier za film Przynęta (The Bait) |

### Cezary
20. ceremonia wręczenia Francuskich Nagród Filmowych odbyła się 25 lutego 1995 roku.
- Pełna lista nagrodzonych

| Najlepszy filmDzikie trzciny (Les Roseaux Sauvages) Najlepszy reżyserAndré Téchiné za film Dzikie trzciny (Les Roseaux Sauvages) | Najlepsza aktorkaIsabelle Adjani za rolę w filmie Królowa Margot (La Reine Margot) Najlepszy aktorGérard Lanvin za rolę w filmie Ulubiony syn (Le fils préféré) |

### Nagroda Gildii Aktorów Filmowych
1. ceremonia wręczenia nagród Gildii Aktorów Filmowych odbyła się 25 lutego 1995 roku.
- Pełna lista nagrodzonych

| Najlepsza aktorkaJodie Foster za rolę w filmie Nell Najlepszy aktorTom Hanks za rolę w filmie Forrest Gump | Najlepsza aktorka w serialu dramatycznymKathy Baker za rolę w serialu Gdzie diabeł mówi dobranoc (Picket Fences) Najlepszy aktor w serialu dramatycznymJason Alexander za rolę w serialu Prawo i porządek (Seinfeld) |

### Złote Maliny
15. rozdanie Złotych Malin odbyło się 26 marca 1995 roku.
- Pełna lista nagrodzonych

| Najgorszy filmBarwy nocy (Color of Night) Najgorszy reżyserSteven Seagal za film Na zabójczej ziemi (On Deadly Ground) | Najgorsza aktorkaSharon Stone za rolę w filmie Specjalista (The Specialist) i Na rozstaju (Intersection) Najgorszy aktorKevin Costner za rolę w filmie Wyatt Earp |

### Oscary
67. ceremonia wręczenia Oscarów odbyła się 27 marca 1995 roku.
- Pełna lista nagrodzonych

| Najlepszy filmForrest Gump Najlepszy reżyserRobert Zemeckis za film Forrest Gump | Najlepsza aktorkaJessica Lange za rolę w filmie Błękit nieba (Blue Sky) Najlepszy aktorTom Hanks za rolę w filmie Forrest Gump |

### Złota Palma
48. Międzynarodowy Festiwal Filmowy w Cannes odbył się w dniach 17–28 maja 1995 roku.
- Pełna lista nagrodzonych

| Najlepszy filmUnderground |

### Złoty Lew
52. Festiwal Filmowy w Wenecji odbył się w dniach 30 sierpnia-9 września 1995 roku.
- Pełna lista nagrodzonych

| Najlepszy filmRykszarz (Xich lo) Najlepszy reżyserAbolfazl Jalili za film Det Yani Dokhtar Kenneth Branagh za film W środku mrocznej zimy (In the Bleak Midwinter) Hirokazu Koreeda za film Maboroshi no hikari | Najlepsza aktorkaSandrine Bonnaire za rolę w filmie Ceremonia (La cérémonie) Isabelle Huppert za rolę w filmie Ceremonia (La cérémonie) Najlepszy aktorGötz George za rolę w filmie Rzeźnik (Der Totmacher) |

### Festiwal Polskich Filmów Fabularnych
XX. Festiwal Polskich Filmów Fabularnych odbył się 6–12 listopada 1995 roku.
- Pełna lista nagrodzonych

| Najlepszy filmGirl Guide Najlepszy reżyserMaciej Ślesicki za film Tato | Najlepsza aktorkaMagdalena Cielecka za rolę w filmie Pokuszenie Najlepszy aktorMarek Kondrat za rolę w filmie Pułkownik Kwiatkowski Bogusław Linda za rolę w filmie Tato |

### Złota, Srebrna i Brązowa Żaba (Camerimage)
III Międzynarodowy Festiwal Sztuki Autorów Zdjęć Filmowych Camerimage, 2–9 grudnia, Toruń
- Złota Żaba: Piotr Sobociński za zdjęcia do filmu Siódmy pokój
- Srebrna Żaba: Goert Giltay za zdjęcia do filmu Latający Holender
- Brązowa Żaba: Roger Deakins za zdjęcia do filmu Skazani na Shawshank

## Urodzili się
- 11 lutego – Maciej Musiał, polski aktor
- 5 kwietnia – Zofia Wichłacz, polska aktorka
- 23 czerwca – Danna Paola, meksykańska aktorka, piosenkarka i modelka
- 9 lipca – Georgie Henley, brytyjska aktorka

## Zmarli
- 2 lutego – Donald Pleasence, aktor (ur. 1919)
- 6 marca – Barbara Kwiatkowska-Lass, polska aktorka (ur. 1940)
- 11 kwietnia – Jerzy Ambroziewicz, polski scenarzysta (ur. 1931)
- 25 kwietnia – Ginger Rogers, aktorka i tancerka (ur. 1911)
- 29 czerwca – Lana Turner, amerykańska aktorka (ur. 1921)
- 4 lipca – Eva Gabor, amerykańska aktorka (ur. 1919)
- 17 lipca – Jerzy Michotek, polski aktor i piosenkarz, reżyser programów tv i estradowych (ur. 1921)
- 27 lipca – Miklós Rózsa, kompozytor muzyki filmowej (ur. 1907)
- 30 lipca – Aleksander Bardini, polski aktor, reżyser teatralny i filmowy oraz pedagog (ur. 1913)
- 3 sierpnia – Ida Lupino, angielska aktorka, reżyserka filmowa (ur. 1918)
- 24 sierpnia – Gary Crosby, amerykański aktor i piosenkarz (ur. 1933)
- 12 września – Jeremy Brett, brytyjski aktor (ur. 1933)
- 14 września – Bogusz Bilewski, polski aktor (ur. 1930)
- 21 października – Maxene Andrews, piosenkarka, aktorka, członkini (The Andrews Sisters) (ur. 1916)
- 22 października – Mary Wickes, amerykańska aktorka (ur. 1910)
- 25 października – Viveca Lindfors, aktorka (ur. 1920)
- 23 listopada – Louis Malle, reżyser (ur. 1932)
- 24 listopada – Jeffrey Lynn, amerykański aktor (ur. 1909)
- 25 grudnia – Dean Martin, aktor i piosenkarz (ur. 1917)